# Ula (Ula) longicellata
Ula (Ula) longicellata is een tweevleugelige uit de familie Pediciidae. De soort komt voor in het Palearctisch gebied.